# Візантійський обряд
Візанті́йський обря́д, гре́цький обря́д — один із східних літургійних обрядів. Використовується різними православними та східними католицькими церквами. Зазвичай, коли говорять про «православне богослужіння», мають на увазі саме візантійський обряд, хоча існують православні громади, що використовують іншу літургійну традицію; і навпаки — греко-католики проводять богослужіння за візантійським (грецьким) обрядом.

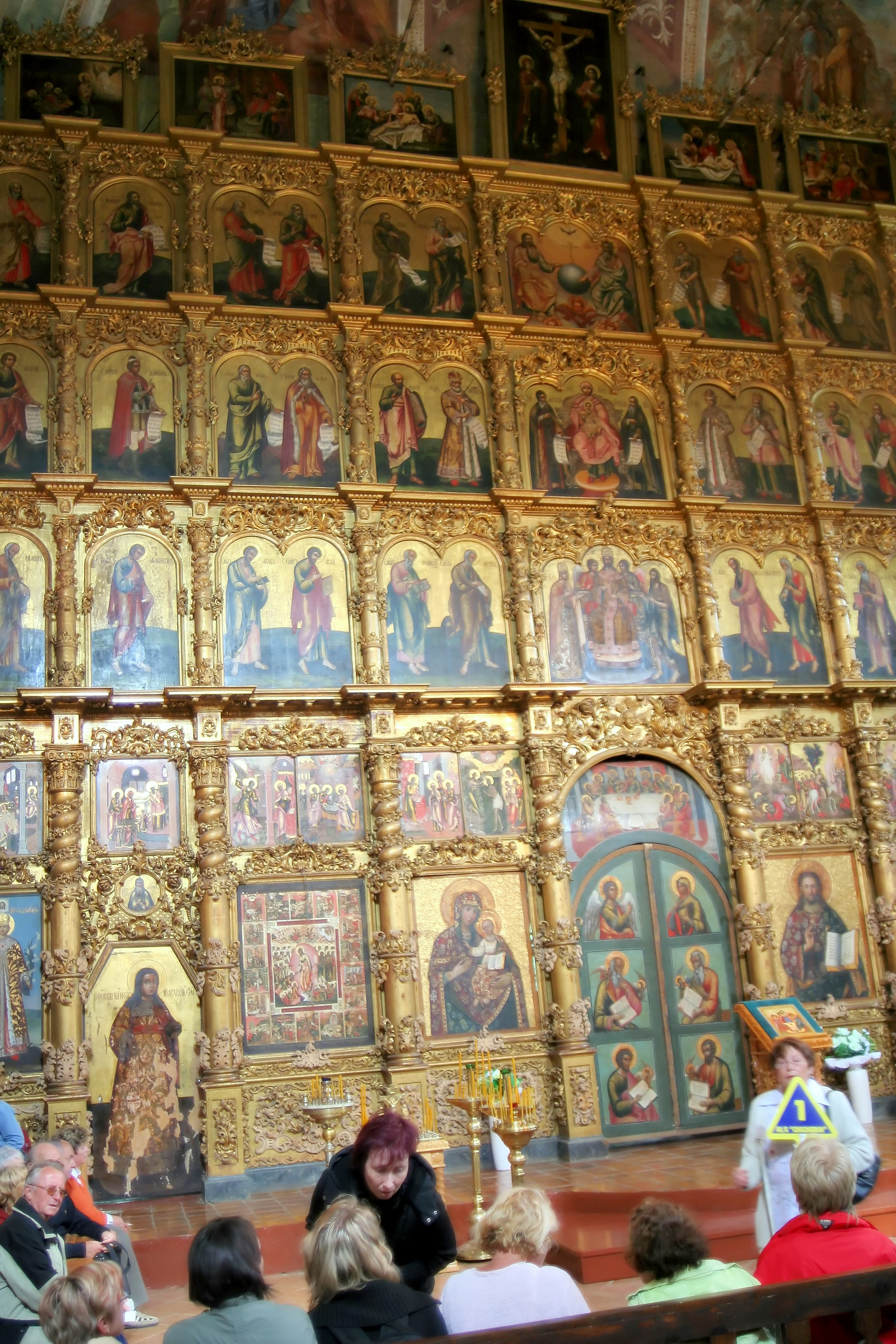
Іконостас відокремлює святиню від нефу у церквах візантійського обряду. Тут показана частина шестирядного іконостасу в Углицькому соборі. Двері північного диякона (ліворуч) і Святі двері (праворуч).

Візантійський обряд розвинувся в давнину в Константинопольському патріархаті, надалі поширився і на Александрійський та Антіохійський патріархат. Слов'яни та румуни взяли візантійський обряд з Константинополя. Усі богослужіння візантійського обряду здійснюються в рамках добового (денного) кола, седмичного кола та річного кола. Іконостас, перегородка, вкрита іконами, відокремлює територію навколо вівтаря від нави. Хрестовий знак, що супроводжується поклоном, робиться дуже часто, наприклад, більше ста разів під час божественної літургії, є помітне шанування ікон, загальне прийняття конгрегантів вільно пересуватися в церкві та взаємодіяти з один одного, відмінні традиції літургійного співу та існування автономних чернечих спільнот.
У візантійському обряді практикується чин Божественної Літургії:
- Літургія Івана Золотоустого
- Літургія Василія Великого
- Літургія передосвячених дарів — відправляється по середах і п'ятницях Великого посту.[2]

Деякі традиційні практики в наш час виходять з ужитку в різноманітних церквах та в діаспорі, наприклад, вірні стоять під час богослужінь, часто кланяються та кланяються, а священики, диякони та чернечі завжди носять сутану та інший канцелярський одяг, навіть у повсякденному житті (чернецтво також спить у сутані), і не голить і не стрижте волосся чи бороду.
На додаток до численних псалмів, що читаються щодня, весь псалтир читається щотижня і двічі на тиждень під час Великого посту, і щодня читаються інші писання; також у багатьох гімнах містяться цитати з Писань та посилання на них. У численні дні посту передбачається утримання від м'яса та молочних продуктів, а в багато днів посту також від риби, вина та використання олії в кулінарії. Призначено чотири пори: Великий піст, Різдвяний піст, Апостольський піст та Успенський піст. Крім того, протягом року більшість середи та п'ятниці, а також понеділка у монастирях є пісними днями.
Ні «грецькі», ні «візантійські» не приймаються як дескриптори в самій Східній православній церкві, яка не визначає власні, часто різні форми поклоніння, як особливий обряд. Термін «обряд», скоріше, був створений для розмежування практики греко-католицьких церков як виразного літургійного обряду в ширшій Католицькій церкві. Незважаючи на назву «грецький обряд», він використовує різноманітні лінгвістичні традиції, найбільш видно слов'янську та грузинську, в регіонах, де грецька мова ніколи не використовувалась літургійно, незважаючи на те, що історично пов'язана з Константинопольською церквою.

## Історія
У своєму теперішньому вигляді обряд є продуктом тривалого культурного синтезу, що склався в роки після іконоборства VIII–IX століть, у якому вирішальну роль відігравали синтез монастирів та їх культурні контакти зі Святою землею. З IX по XIV століття палестинський обряд справляв домінуючий вплив. І обряд називали «гібридом» між попередніми церемоніальними вченими, які називали соборний обряд Константинополя, який називався asmatiki akolouthia («співані служби») та палестинського обряду Єрусалима, агіополіта (гр. «Святого міста») грецькою мовою, головним чином через монастирський типікон монастиря Мар Саба поблизу Єрусалима. Пізніші розробки зазвичай були пов'язані з монастирями в Константинополі та на горі Афон, якому протегував імператорський двір, такий як Студіон, правило якого формувало ядро ранніх монастирських общин в Болгарії та Русі. На початку сучасного періоду традиції обряду отримали подальше доопрацювання через інтерфейс християнських та ісламських містичних традицій, пропагованих на османському дворі.
До середини XVII століття практика Московської церкви, відносно віддаленої від великих церковних та культурних центрів грецького та російського християнства (остання історично базувалася в сучасній Україні), показала значні місцеві та текстові відмінності від решти християнського світу. Практика Російської церкви була жорстоко приведена у відповідність із сучасним грецьким звичаєм під час реформ патріарха Никона, що призвело до відносної однорідності Східної православної церкви. Отриманий в результаті розкол розділив російське християнство на сучасних російських православних та історично переслідуваних старообрядців, які підтримували багато архаїчних практик поклонінь.

## Календар
Фіксована частина літургійного року (індикт) починається 1 вересня. Існує також рухомий пасхальний цикл, зафіксований відповідно до дати Великодня, яка нині є найважливішим днем у цілому році. Взаємодія цих двох циклів, а також інших менших циклів впливає на спосіб святкування служб щоденно протягом усього року.
Для обчислення днів свят до ХХ століття східні православні церкви застосовували юліанський календар. Після Константинопольського собору 1923 року більшість автокефальних православних церков, а сьогодні їх десять з шістнадцяти, прийняли новоюліанський календар, який збігається з григоріанським календарем до 2800 року; проте Пасхальний цикл і далі обчислюється згідно з Александрійським методотом як у юліанському календарі. Нині деякі церкви, а саме шість, та частини деяких церков і далі дотримуються юліанського календаря. Серед східних православних лише Православна церква Фінляндії прийняла західний розрахунок дати Великодня; усі інші православні церкви та чотири східно-католицькі церкви, а також Українська лютеранська церква святкують Пасху за Александрійським методом визначення.
Щодо чотирнадцяти греко-католицьких церков (а східних католицьких церков двадцять три), то десять з них живе за григоріанським календарем, чотири, а саме Болгарська, Румунська, Українська греко-католицькі церкви та Греко-візантійська католицька церква, за новоюліанським календарем.

### Літургійні цикли
Різні цикли літургійного року впливають на те, як матеріали з богослужбових книг (вгорі) вставляються в щоденні служби:

### Тижневий цикл
Кожен день тижня має своє власне вшанування:
Неділя — Воскресіння Христа
Понеділок — Святі Ангели
Вівторок — св. Йоан Предтеча
Середа — Хрест і Богородиця
Четвер — Святі Апостоли та Святий Миколай
П'ятниця — Хрест
Субота — Всі святі та померлі
Більшість текстів походить від «Октоехосу», який має велику колекцію гімнів на кожен робочий день для кожного з восьми тонів; під час великого посту і, в меншій мірі, передпосного сезону, Великий піст Тріодіон доповнює це гімнами на кожен день тижня на кожен тиждень цього сезону, як це робить П'ятидесятниця в сезон паскалів. Крім того, існують фіксовані тексти для кожного дня тижня, які містяться в Книзі служб Хорологіона та священника (наприклад, звільнення), а Катісмати (вибори з Псалтиря) регулюються щотижневим циклом разом із сезоном.

#### Фіксований цикл
Поминання за фіксованим циклом залежать від дня календарного року, а також іноді від конкретних днів тижня, які припадають на певні календарні дати, наприклад, неділю перед Хрестовоздвиженням. Тексти цього циклу містяться у Менайоні.

### Пасхальний цикл
Відзначення Пасхального циклу («Рухомий цикл») залежать від дати Пасхи (Великодня). Тексти цього циклу містяться у Великому пісті Тріоді, П'ятидесятниці та Октоехосі, а також у Книзі Євангелія та Апостолах, оскільки щоденне читання Послання та Євангелія визначається цим циклом. Цикл Октоехос триває через наступну велику оренду, тому змінні частини пісних послуг визначаються як датами Пасхи попереднього року, так і поточного року.

### 8 тижневий цикл октоехосу
Цикл восьми тонів зустрічається в Октоехосі і залежить від дати Великодня і починається з неділі після (восьмого дня) Великодня, цього тижня з використанням першого тону, наступного тижня з використанням другого тону, і так далі , повторюючись протягом тижня, що передував наступній Вербній неділі.

### 11 тижневий цикл утреннього Євангелія
Частини кожного з Євангелій від розповіді про Воскресіння до кінця розділені на одинадцять читань, які читаються в послідовні неділі на утрені; на Утрені співаються гімни, які відповідають Євангелію Утрені того дня.

## Список церков візантійської літургійної традиції

### Східні православні церкви
Перераховані лише автокефальні (самокеровані) церкви; автономні церкви вважаються церквами, які є частиною автокефальних церков. Ті церкви, які продовжують слідувати за юліанським календарем, позначені зірочкою (*), тоді як ті, що дотримуються новоюліанського календаря, не мають позначень.
- Вселенський патріархат Константинополя
- Грецька православна церква Александрії
- Грецька православна церква Антіохії
- Грецька православна церква Єрусалиму*
- Російська православна церква*
- Сербська православна церква*
- Румунська православна церква
- Болгарська православна церква
- Грузинська апостольська автокефальна православна церква*
- Церква Кіпру
- Церква Греції
- Автокефальна православна церква Албанії
- Польська православна церква*
- Православна церква Чеських земель і Словаччини
- Православна церква України

### Греко-католицькі церкви

#### Історія
Історія греко-католицької церкви, яка вперше визначила грецький обряд у межах західного християнства, пов'язана з появою Литви, згодом об'єднаної з Польщею-Литвою, як католицької держави, яка завоювала переважно православні землі русів на сході Європа. Те, що історично називалося уніатською церквою, створили для розміщення місцевих християн та їх церковного керівництва під католицькою парасолькою в державі, відомій своєю релігійною терпимістю. На той час релігійні межі розколу були порівняно нестабільними, і князі (королі) Русі (Галицько-Волинського князівства) з XIII по XIV століття неодноразово коливалося між Сходом та Заходом. Берестейська унія 1595 року завершила перехід православного керівництва землями Білої Русі та Русі (сучасна Білорусь та Україна) на уніатський статус. Населення цих країн стало греко-католиком без перерви в адміністрації. Пізніше, коли Московщина завоювала те саме, церковне керівництво знову змінило свою вірність. Сучасна українська, русинська та угорська греко-католицькі церкви (понад 5 мільйонів загалом) сьогодні складають переважну більшість греко-католиків, але є лише частиною ранньомодерного греко-католицького чи уніатського населення.
Остання греко-католицька громада будь-якого розміру, арабомовна грецько-католицька церква Мелкітів (приблизно 1,5 мільйона), яка переважно проживає в Сирії та має велику діаспору, походить від розколу в значно численнішому Східному православному Антіохійському патріархаті (приблизно в 4,3 млн), коли в 1729 р. претендент на Антіохійський престол, усунутий з посади османською владою, отримав визнання Папством як законного діючого президента. Зараз Мелкітський патріарх проживає в Дамаску, втікши з міста Антіохії після його анексії Туреччиною в 1939 році, що оскаржила Сирія.
Грецький обряд відрізняється від інших східних обрядів, що використовуються окремими церквами католицької церкви, вони самі використовують арамейсько-сирійську, вірменську та коптську літургії східних православних церков, які відокремлювались як від грецького, так і від латинського світу до Великої схизми.

#### Візантійські католицькі церкви sui iuris
Візантійські католицькі церкви вважаються церквами sui iuris (автономними) у повному спілкуванні зі Святим Престолом, латинською церквою та іншими дев'ятьма східними католицькими церквами.
- Албанська греко-католицька церква
- Білоруська греко-католицька церква
- Болгарська греко-католицька церква
- Греко-католицька церква Хорватії та Сербії
- Греко-візантійська католицька церква
- Мелькітська греко-католицька церква
- Угорська греко-католицька церква
- Італо-албанська католицька церква
- Македонська греко-католицька церква
- Румунська греко-католицька церква
- Російська греко-католицька церква
- Русинська греко-католицька церква
- Словацька греко-католицька церква
- Українська греко-католицька церква

Примітка: Грузинські католики візантійського обряду не визнаються  sui iuris церквою (пор. Канон 27 Кодексу канонів Східних Церков).

### Лютеранство візантійського обряду
- Українська лютеранська церква[4] використовує літургійні формули візантійського обряду, щоб сформувати базовий текст для Ордену Служби в Українській Євангельській службовій книзі,[5][6] а також новоюліанський календар.
- Він також використовувався Німецькою громадою східного обряду (Ostkirchlicher Konvent), Лютеранською громадою св. Валентина Синоду Великого каньйону (ELCA) та Євангелічно-лютеранською церквою Аугсбургської конфесії в Словенії.
- Кілька інших лютеранських спільнот також використовують візантійський обряд, адаптований до лютеранської теології.

### Товариство англіканства східного обряду
Він також застосовувався, хоча і рідше, в Англіканському спілкуванні, наприклад, його використовує Товариство англіканства східного обряду.